# Josip Klemm
Josip Klemm (Slavonski Brod, 1972.), aktivni sudionik Domovinskoga rata, hrvatski branitelj, predsjednik Udruge Specijalne policije Republike Hrvatske. U ATJ Lučko dolazi 1991. godine.  

## Životopis
Josip Klemm rodio se u Slavonskome Brodu, 1972. godine. Bio je glavni organizator svečanoga dočeka hrvatskih generala Ante Gotovine i Mladena Markača nakon povratka iz Haaga, 16. studenoga 2012. godine. 
Trenutačno je u mirovini, no aktivno se bavi problematikom vezanom uz hrvatske branitelje.
Vlasnik je tvrtke "Klemm Security" koja se bavi tjelesnom i tehničkom zaštitom poslovnih zgrada, novčarskih institucija, trgovačkih centara, objekata u izgradnji, te posebnih događaja. Sjedište je tvrtke u Zagrebu, no svoje podružnice ima diljem Republike Hrvatske: u Bjelovaru, Dubrovniku, Osijeku, Puli, Sisku, Slavonskom Brodu, Splitu, Varaždinu, Rijeci te Zadru. Budući da je društveno aktivan kada je riječ o braniteljskim manifestacijama, Josip Klemm iste odrađuje besplatno ili uz tek minimalnu naknadu.
Godine 2012. Josip Klemm plaća odštetu za Darija Šarića u iznosu od 550 000 eura, navodeći kako nije sportski menadžer i kako se time ne namjerava baviti: "Ulazak u ovaj posao bila je moja ideja kad sam vidio da postoji problem s plaćanjem odštete Dariju Šariću, a želio sam da na taj način hrvatski sportski dragulj ostane u Hrvatskoj ako je to ikako moguće. Nisam navijač Cibone, ne navijam ni za jedan klub. Navijam za Hrvatsku."

## Sudjelovanje u Domovinskom ratu
S 18 godina pridružuje se Antiterorističkoj jedinici Lučko. Već u srpnju 1991. uključio se u rat. Oni koji ga znaju iz toga vremena kažu da je uvijek bio korektan, a na ratištu hrabar i vrlo spretan. Borio se na ratištima u zapadnoj Slavoniji i na dubrovačkom području. I nakon Domovinskoga rata rata ostao je specijalac, sve do 2001. godine. Tada je, pri jednom skoku s padobranom, doživio nesreću nakon koje je šest mjeseci bio nepokretan. Posve se oporavio, no zadatke koji se stavljaju pred specijalce više nije mogao obavljati, pa je umirovljen.